# Berliner Weisse (Band)
Berliner Weisse ist eine 2000 gegründete Oi!-Punkband aus Berlin, die im selben Jahr ihre ersten Auftritte absolvierte. Die anfangs noch namenlose Band benannte sich erst zu diesem Anlass, nach einer durchzechten Nacht mit genau diesem Getränk und ihrer Herkunft entsprechend, in Berliner Weisse, eine Bierspezialität aus der Bundeshauptstadt.

## Stil
Berliner Weisse singen in ihren Liedern von typischen Skinhead-Themen wie dem sogenannten „Way of Life“ des Skinhead-Daseins, übermäßigem Alkoholkonsum und nehmen sich damit, anders als oftmals in der „Szene“ üblich, nicht zwingend selbst zu ernst. Auch die gesellschaftskritischen Texte zeigen, dass man sich nicht nur auf „Ficken – Saufen – Oi!“ fixieren will. Sie distanzieren sich vor allem mit Liedern wie Keine Toleranz, Fahnen im Wind und Thor Steinar von Nazi-Bands.
Vor allem aber durch das auf dem 2021 erschienenen Album "Spüre dein Herz" enthaltene Lied "S.h.a.b.p" (Skinheads against brown plaque) positionierte sich die Band gegen Rechtsextreme und stellte klar, dass sie keine Sympathien für rechtes Gedankengut empfindet.

## Geschichte
Seit Mitte 2003 spielt die Band in der festen Besetzung mit Vale am Bass, Kai am Schlagzeug, Majo an der Gitarre und Toifel an Gesang und Gitarre. Zu den bisherigen zwei Alben Albtraum und Unmusikalisch auf KB-Records, erschien im Jahr 2004 eine Live-Split-LP mit den KrawallBrüdern. In diesem Jahr ging die Band mit ebendieser Band aus dem Saarland auf ihre erste Tour quer durch Deutschland. Zu ihrer zweiten Tour mit den Eastside Boys im Jahr 2006 ist die DVD Hymnen für die Hinterhöfe im Juli 2007 erschienen. Im Jahr 2009 kam das dritte Album In Toifels Küche auf Bandworm Records heraus.
2011 erschien das Album Oi! Vision Songcontest, eine Split-CD mit den Gumbles, auf dem vor allem Klassiker, wie z. B. König von Deutschland von Rio Reiser oder Lieder von David Hasselhoff, gecovert oder mit neuen Texten untermalt wurden.

## Diskografie

### Alben
- 2003: Albtraum
- 2004: KrawallBrüder / Berliner Weisse (Split-CD)
- 2006: Unmusikalisch
- 2009: In Toifels Küche
- 2011: Gumbles / Berliner Weisse – Oi! Vision Song Contest (Split-CD)
- 2015: High Five
- 2021: Spüre dein Herz

### Singles
- 2009: Mutter

### DVDs
- 2007: Hymnen für die Hinterhöfe (DVD)
- 2013: Gruppentherapie (Blu-ray Disc)